# Ясниска
Ясниска (укр. Ясниська) — село в Ивано-Франковской поселковой общине Яворовского района Львовской области Украины.
Население по переписи 2001 года составляло 757 человек. Занимает площадь 0,154 км². Почтовый индекс — 81082. Телефонный код — 3259.

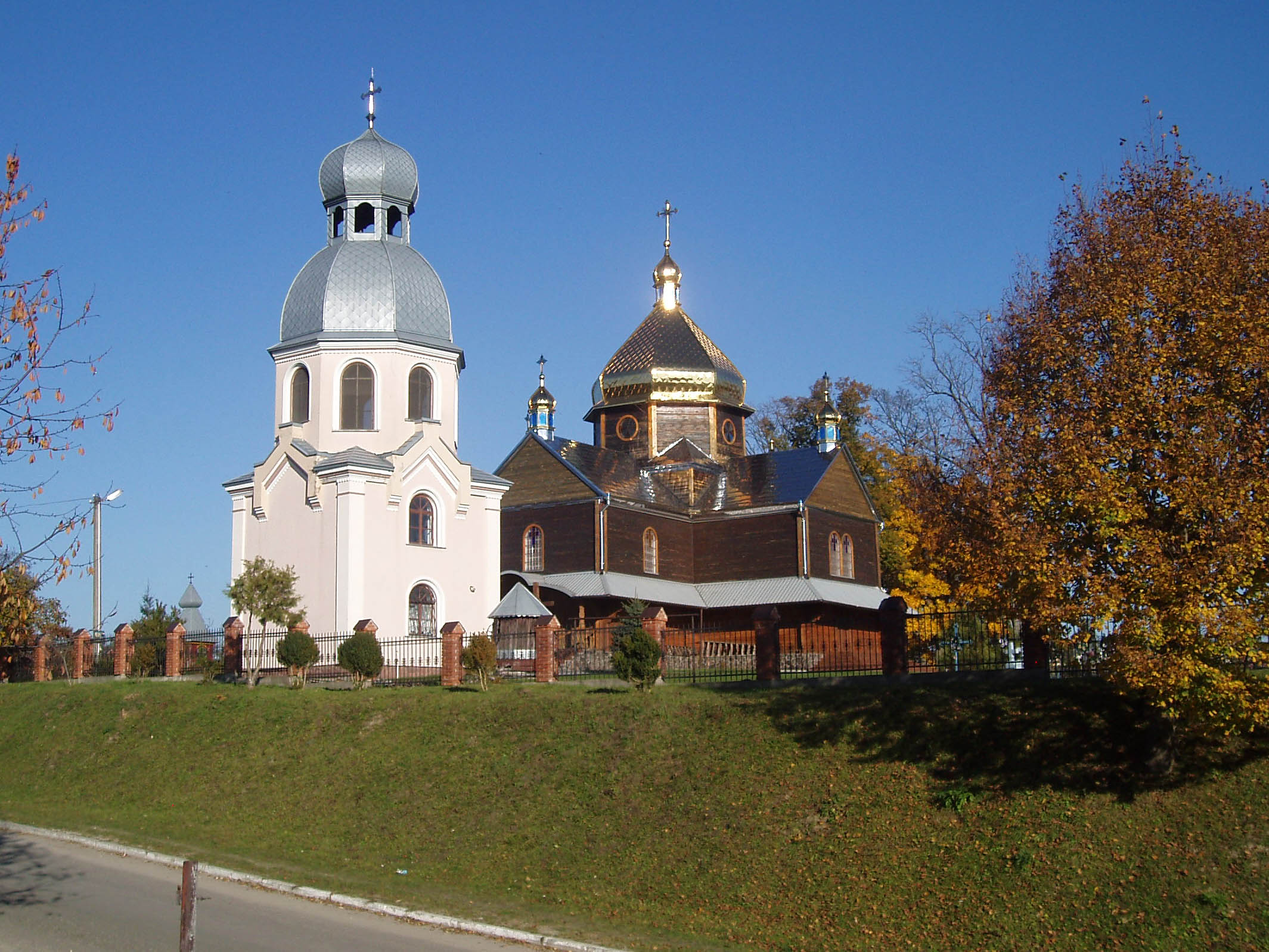
Николаевская церковь